# Макарьево
Мака́рьево — посёлок (в 1958—2009 — рабочий посёлок) в Лысковском районе Нижегородской области. Входит в состав Валковского сельсовета.
Располагается на левом берегу Волги, в нескольких километрах ниже устья Керженца.

## История
Поселение сложилось вокруг Макарьевского Желтоводского монастыря, который был основан в 1620-х годах на месте, где в 1435—1439 годах стояла келья преподобного Макария.
Посёлок Макарьево Нижегородской области (бывший город Макарьев Нижегородской губернии) не следует путать с городом Макарьев Костромской области, который возник из монастырской слободы вокруг Макариево-Унженского монастыря, основанного тем же преподобным Макарием в 1439 году.
С 1641 по 1816 годы в Макарьеве действовала крупнейшая в России Макарьевская ярмарка, переведённая в Нижний Новгород после пожара 1816 года.
С 1789 по 1920 годы Макарьев был уездным городом, центром Макарьевского уезда Нижегородской губернии, хотя в XIX веке большая часть уездных учреждений переехало на правый (южный) берег Волги, в село Лысково, располагавшееся на Казанском тракте. С ликвидацией уезда город Макарьев стал селом Макарьево, а село Лысково стало городом.
В 1958 году Макарьеву был присвоен статус рабочего посёлка.
Макарьево сильно пострадало в результате заполнения водохранилища Чебоксарской ГЭС, часть жителей переселена, водозащитные сооружения исказили вид монастыря.
В 2009 статус Макарьево изменён на сельский посёлок, а городское поселение «Рабочий посёлок Макарьево» стало частью Валковского сельсовета.

## Население
| 2002 | 2008 | 2009 | 2010 |
| ---- | ---- | ---- | ---- |
| 222  | ↘201 | ↗202 | ↘178 |

## Достопримечательности
Памятником архитектуры является ансамбль монастыря, включающий крепостные стены с башнями, Троицкий собор, Михайло-Архангельскую и Успенскую церкви, кельи (XVII век).
В навигационный период из Нижнего Новгорода в Макарьево организованы однодневные экскурсии на теплоходах из Нижнего Новгорода. Кроме того, раньше осуществлялись круглогодичные речные туристические поездки из Нижнего Новгорода в Макарьево на крупнейших в России судах на воздушной подушке Хивус-48. Недалеко от посёлка заканчивается один из популярных туристических маршрутов на лодках и байдарках по реке Керженец.
В Макарьеве также расположен музей «Сказка». Там представлены работы художников Фоминых. Борис Фёдорович Фомин — ученик известного академика, казанского художника Николая Ивановича Фешина. Фёдор Афанасьевич Фомин — художник-фотограф, ученик известного нижегородского фотографа Андрея Осиповича Карелина. В музее имеется выставка фотографий конца XIX века «Уездный город Макарьев 1779—1919 гг.»
На данный момент в посёлке работает страусиная ферма «Макарьевский страус». Если билет был куплен заранее, то людей забирают с теплохода на автобусе и довозят до места. На самой ферме, помимо страусов, можно увидеть павлинов, фазанов и других птиц, купить сувениры и попробовать страусиное мясо.
В 2016 году на берегу Волги недалеко от Макарьевского монастыря открыт памятник Макарию Желтоводскому (скульптор В. Нагорнов, архитектор В. Филатов).